# Listové těsto

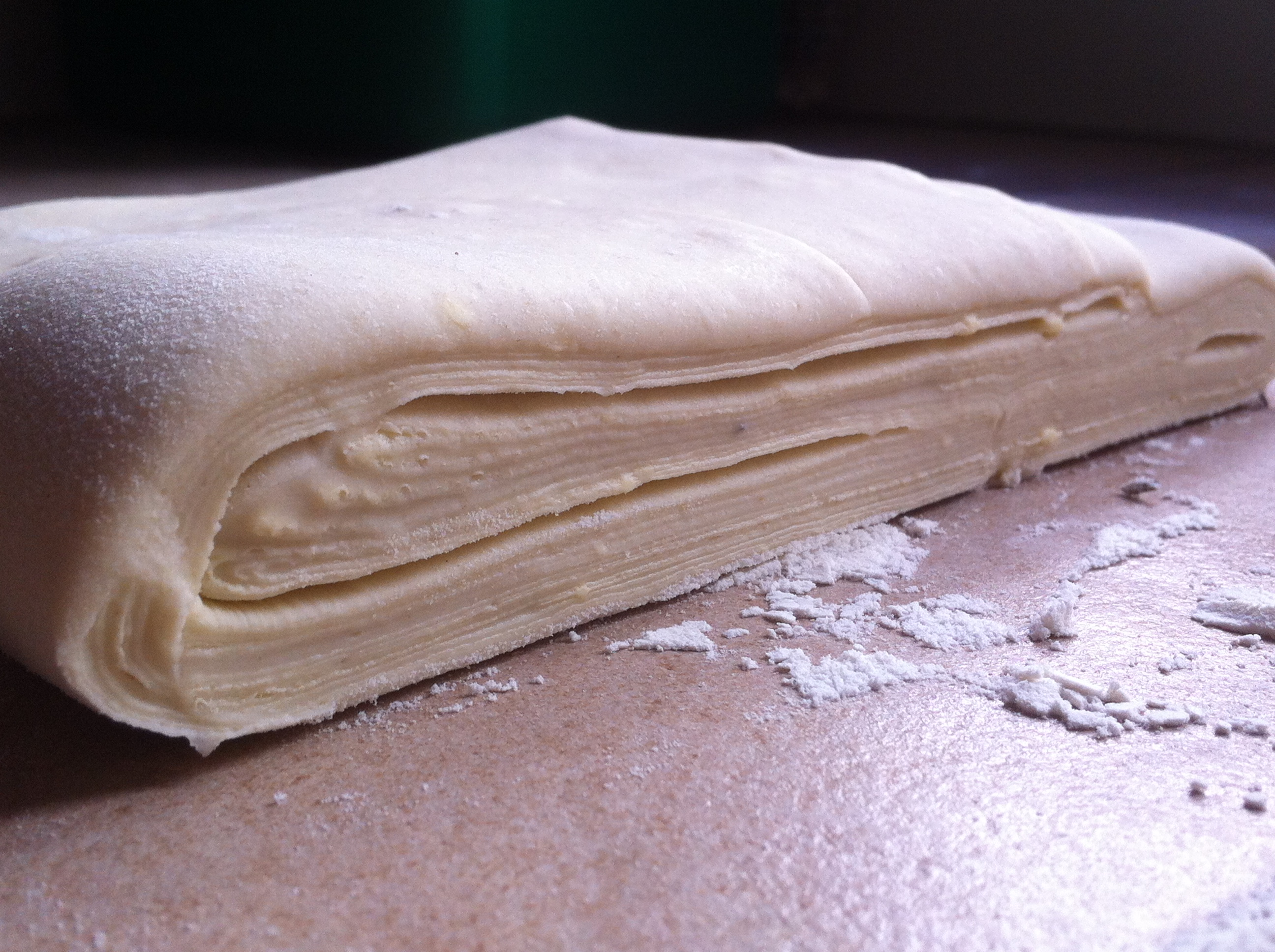
Listové těsto

Listové těsto je lehké, křehké těsto obsahující několik vrstev tuku. Na přípravu tohoto těsta je zapotřebí dvou druhů těst, které se na konci procesu spojí dohromady.
Základními surovinami jsou mouka, voda, máslo, sůl, vejce, ocet. Vzniklý polotovar lze plnit různými nádivkami. Těsto se skládá ze dvou částí, tj. z tukové části a tzv. vodánku.

## Složení

### Tuková část
- skládá se z másla a hladké mouky

### Vodánek
- připravuje se z mouky, tuku, žloutku, soli, octa a vody